# Autographa ampla
Autographa ampla là một loài bướm đêm trong họ Noctuidae.